# Kadsura renchangiana
Kadsura renchangiana là một loài thực vật có hoa trong họ Schisandraceae. Loài này được S.F.Lan miêu tả khoa học đầu tiên năm 1983.